# Sonorama 2020

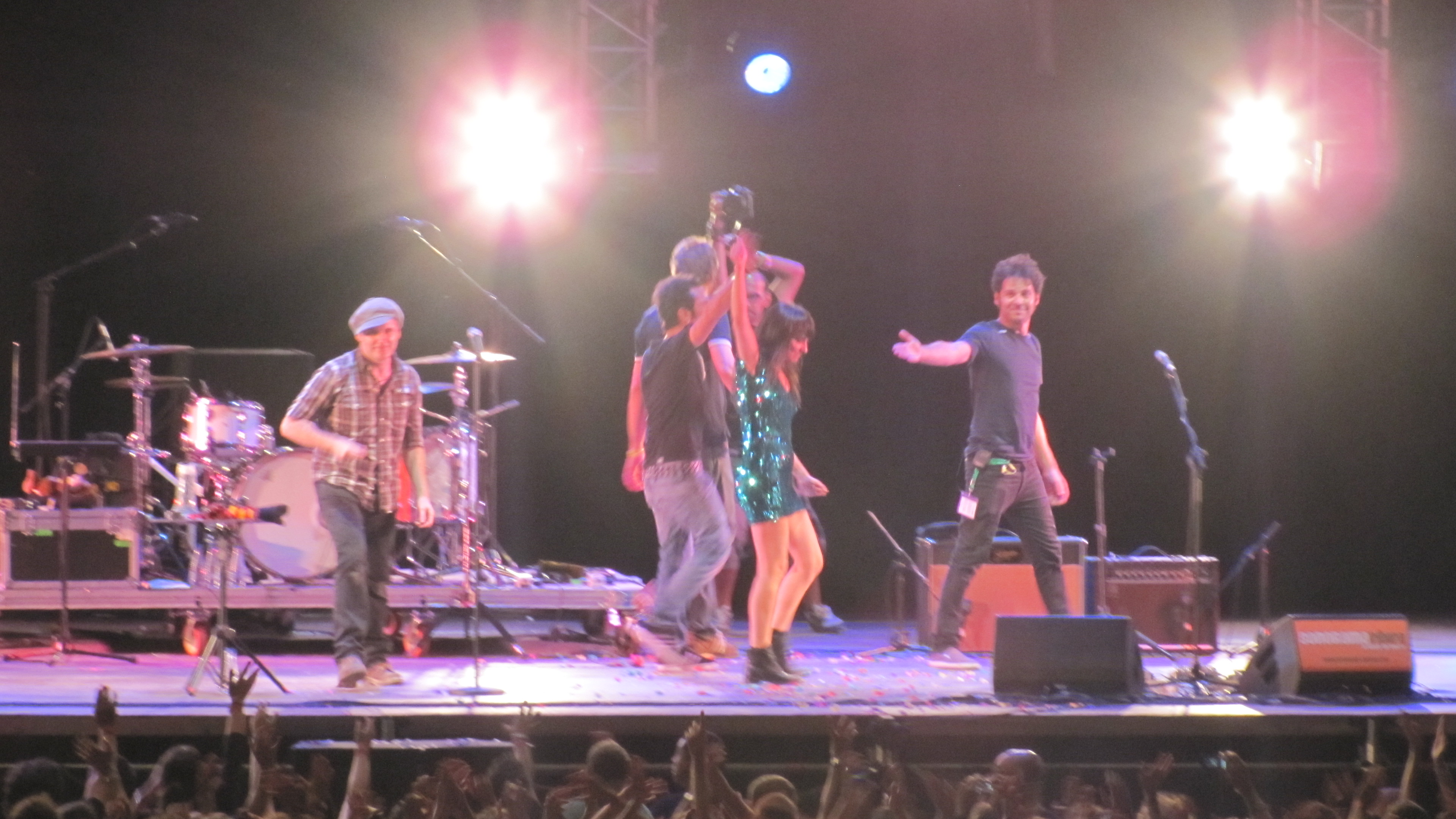
Amaral, en su concierto durante el Sonorama 2011.

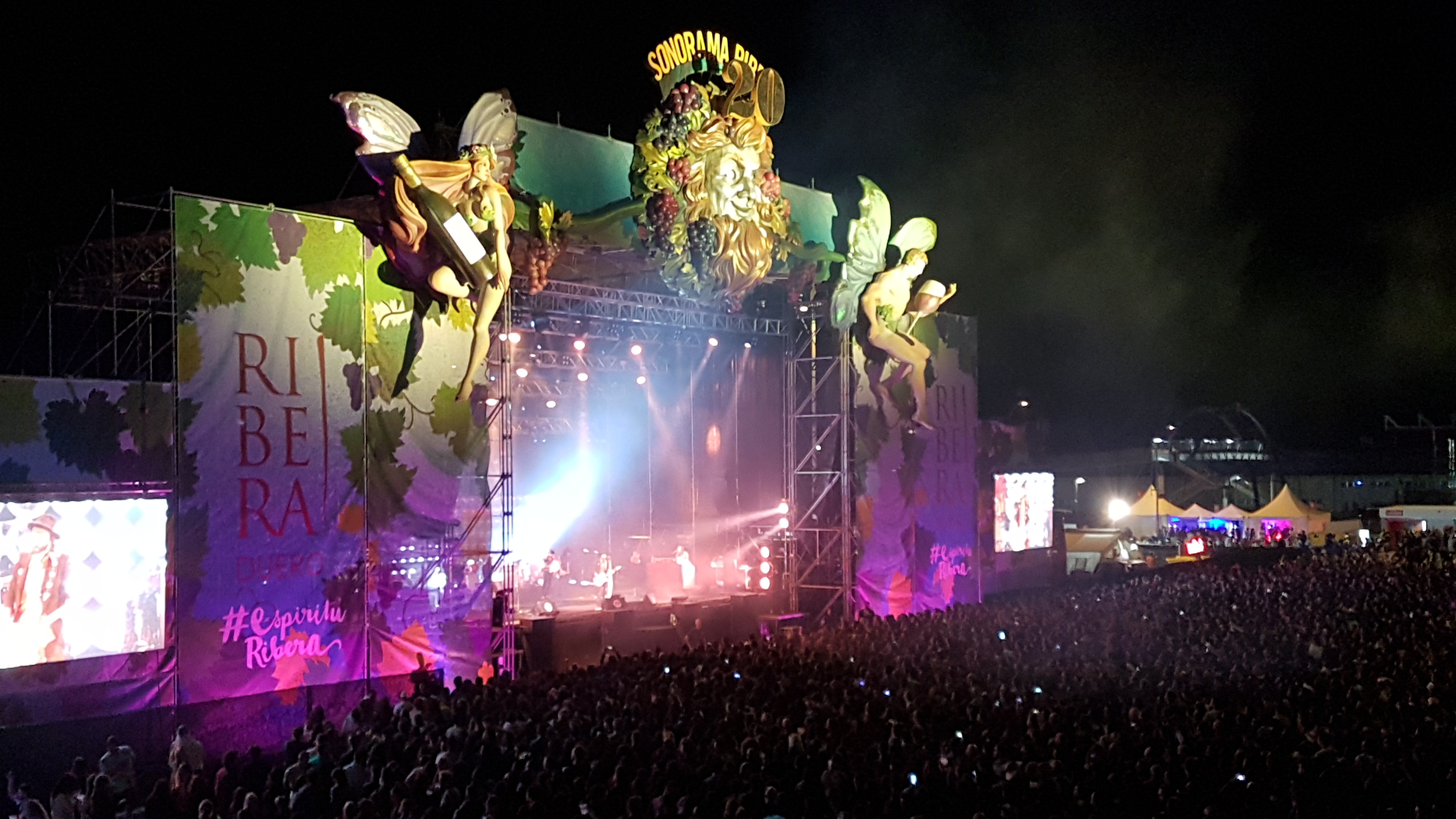
Leiva durante su actuación en el Sonorama 2017, en el escenario Ribera del Duero.

Sonorama 2020, o Sonorama Ribera 2020, sería la XXIIIª edición del Festival Sonorama, llevada a cabo en la ciudad de Aranda de Duero (Provincia de Burgos, España), a mediados de agosto de 2020, y organizada por la Asociación Cultural, y sin ánimo de lucro, "Art de Troya". Para la XXIIIª edición del festival se esperaban la asistencia de 110.000 personas para 120 conciertos en 17 escenarios, durante los 5 días de duración.
Debido a la situación producida por el Covid-19, el festival se canceló y se pospuso para 2022, ya que en 2021 se hará el festival en un formato más reducido cumpliendo con la normativa sanitaria actual. 
- Lugar: Recinto Ferial, El Picón y centro histórico.
- Fecha: 12-16 de agosto de 2020.
- Características: Se celebrará el XXIII.er aniversario del Festival. Se espera la asistencia de 110.000 personas para 120 conciertos en 17 escenarios.[3]

Cartel Internacional:
- Emir Kusturica (Serbia)
- Kaiser Chiefs (Inglaterra)
- Monarchy (Inglaterra)
- Javiera Mena (Chile)

Cartel Nacional :
- Amaral
- Coque Malla
- Leiva
- Viva Suecia
- Loquillo
- Sidonie
- Celtas Cortos
- Delaporte
- Belako
- Deby Motoreta`s Burrito Kachimba
- La Casa Azul
- León Benavente
- Def con Dos
- Manel
- Novedades Carminha
- La Habitación Roja
- Nach

Escenario Charco (artistas iberoamericanos):
Escenario Humor: